# Louisville, Kansas
Louisville là một thành phố thuộc quận Pottawatomie, tiểu bang Kansas, Hoa Kỳ. Năm 2010, dân số của xã này là 188 người.

## Dân số
Dân số các năm:
- Năm 2000: 209 người
- Năm 2010: 188 người